# Biloschyzi
Biloschyzi (ukrainisch Білошиці; russisch Белошицы Beloschizy) ist ein Dorf in der ukrainischen Oblast Schytomyr mit etwa 600 Einwohnern (2001).

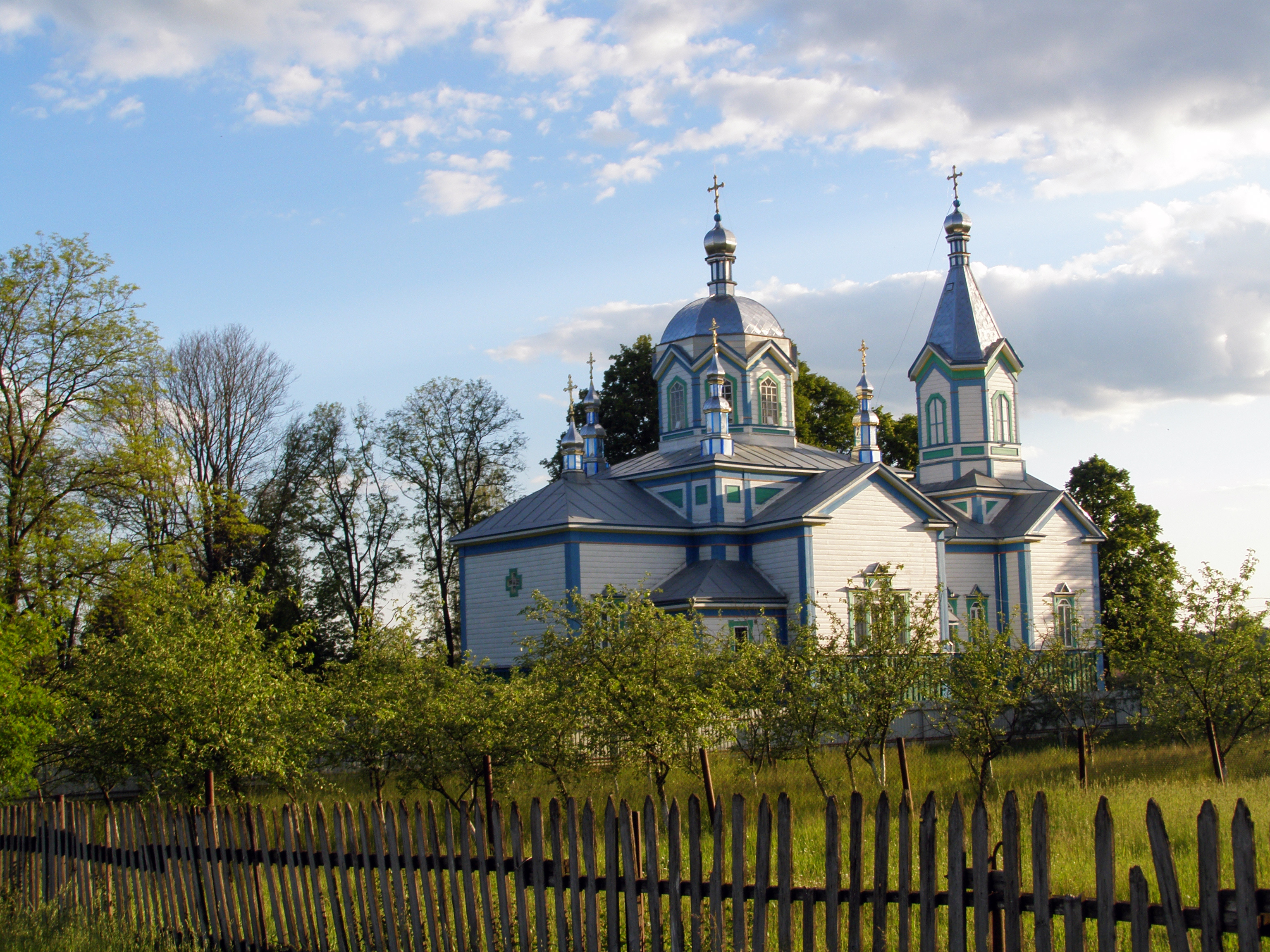
St.-Dmitry-Kirche in Biloschyzi

Die erstmals 1587 schriftlich erwähnte Ortschaft trug, zu Ehren des hier getöteten Nikolai Schtschors, zwischen 1934 und dem 19. Mai 2016 den Namen Schtschorsiwka (Щорсівка) und erhielt danach im Zuge der Dekommunisierung in der Ukraine ihren alten Namen zurück.
Das Dorf besitzt eine Bahnstation an der Bahnstrecke Schytomyr-Korosten.

## Geografische Lage
Die Ortschaft liegt 9 km südwestlich vom Stadtzentrum der Rajonhauptstadt Korosten und 85 km nördlich vom Oblastzentrum Schytomyr auf einer Höhe von 194 m am Ufer der 13 km langen Slawuta (Славута), die wenige Kilometer weiter östlich in den Usch mündet.
Westlich vom Dorf verläuft die Regionalstraße P–28.
Am 4. Dezember 2018 wurde das Dorf ein Teil der Landgemeinde Uschomyr, bis dahin bildete es zusammen mit dem Dorf Chodatschky (Ходачки) die gleichnamige Landratsgemeinde Biloschyzi (Білошицівська сільська рада/Biloschyzkiwska silska rada) im Zentrum des Rajons Korosten.

## Persönlichkeiten
Der ukrainische Truppenführer in der Roten Armee Nikolai Schtschors wurde im Russischen Bürgerkrieg während der Kämpfe um den Eisenbahnknotenpunkt Korosten am 30. August 1919 unter ungeklärten Umständen beim Dorf erschossen.